# 关源硬捻螺
关源硬捻螺（学名：Pupa sekii）是捻螺科蛹螺屬的一种。捻螺科舊屬真後鰓類的头楯目，今歸異鰓類支序的下異鰓類非正式群組。

## 分佈
主要分布于中国大陆、台湾，常栖息在深海底。